# Quorn Hall
Quorn Hall ist ein denkmalgeschützter Landsitz (country house) im englischen Quorn, Leicestershire nahe dem Fluss Soar.
Bereits im 15. Jahrhundert vermutet man an jener Stelle einen Vorgängerbau namens Nether Hall, der von der ortsansässigen Familie Farnham, durch zahlreiche Umbauten geprägt, in Teilen immer noch als Mauerrest vorhanden ist. Etwa um 1680 wurde dann das jetzige Gebäude, ein dreistöckiges Backstein-Bauwerk errichtet.
1773 wurde der Landsitz von Hugo Meynell (1735–1808), Abgeordneter des britischen Unterhauses, gekauft. Hier wurde Hundezucht für die Parforcejagd betrieben. Jene bekannte Zucht für die Fuchsjagd Quorn Hunt blieb bis 1906 erhalten.
Im Zweiten Weltkrieg wurden im Haus Mannschaften der Kriegsmarine trainiert.
Von 1983 bis 2012 war in Quorn Hall ein Landschulheim integriert. Aufgrund eines Vertrages der Grafschaft mit dem Saarland konnten 50.000 Schüler für Klassenfahrten untergebracht werden.